# 407 av. J.-C.
Cette page concerne l'année 407 av. J.-C. du calendrier julien proleptique.

## Événements
- Avril : Athènes est défaite à la bataille de Notion par Lysandre, navarque de Sparte. Alcibiade, qui n’est pas responsable de la défaite, mais n’a pas pu obtenir l’alliance des Perses, est destitué. Conon prend le commandement de la flotte athénienne[1] (date supposée ; d'autres dates possibles sont l'automne 407 ou le printemps 406)[2].
- Élection à Rome de tribuns militaires à pouvoir consulaire : Caius Servilius Ahala, Caius Valerius Potitus, Numerius Fabius Vibulanus, Lucius Furius Medullinus. Expiration de la trêve avec les Véiens. Les Volsques prennent Verrugo[3].

- Fin de la construction de l'Érechthéion[4].

## Naissances
- Speusippe, scholarque de l'Académie de Platon.

## Décès
- Hermocrate, stratège de Syracuse, dans un combat après l'échec d'un coup d'État.